# Aqui Não Há Quem Viva
Aqui Não Há Quem Viva é uma série de televisão portuguesa transmitida na SIC.
Estreou no dia 19 de maio de 2006, tendo acabado no dia 13 de julho de 2008 (na sua 2ª temporada).
Ela foi adaptada por Teresa Guilherme, da série original transmitida em Espanha pela Antena 3, Aquí no hay quien viva.

## Sinopse
A série gira à volta do dia-a-dia dos inquilinos de um prédio em Campo de Ourique, que têm histórias de vida verdadeiramente confusas. Esta é uma comédia que começa quando um casal se muda para o prédio. Cristina e Rui vão aprender a viver num prédio onde todos parecem malucos.
Sofia e Luísa, são amigas, e dividem o apartamento. Enquanto Sofia, é a mulher mais desejada do prédio, uma verdadeira "brasa" com pernas, Luísa é amargurada, e carrega o fardo pesado de ser a melhor amiga da mulher mais linda do prédio.
Fernando e Gustavo, são um casal que vive em outro andar. Embora Fernando seja mais controlado, Gustavo amua quando as coisas não lhe correm bem, faz fitas, e muitas vezes é mal criado! Gustavo tem um coelhinho que é a sua mascote.
Rui e Cristina, são o casal de inquilinos novos. Ela tem muita vontade de casar, e administrar uma casa: Mais do que ele.
Têm alguns problemas com João Costa, o administrador do condomínio. João está há doze anos na "chefia", de todos os inquilinos, e a única coisa que faz, em comum com a sua mulher, Dulce, é convocar reuniões para tudo e mais alguma coisa! Consegue colocar mão em tudo, menos nos seus filhos: Nuno Miguel e Paula. Paula é uma adolescente que está sempre agarrada ao seu telemóvel, e Nuno é o típico irmão mais novo.
Falta, ainda referir dois "vizinhos". As manas Conceição e Palmira. Duas "velhas" inquilinas. Conceição vive obcecada com o amor, e toda a sua magia. Não teve grande sorte com os homens, vive no mundo à parte, onde tudo é rosa, como uma adolescente de quinze anos. Já Palmira, fuma e bebe mais bagaços do que podia. É a parte mais real de Conceição, e está sempre a chamá-la à razão.
Existe ainda, Armando e Celeste: Mãe e filho. Celeste pelo que parece não gosta do administrador e passa o tempo a dizer para ele se demitir. Armando, um engatatão que vive com a mãe. Solteirão assumido, com algumas aventuras, não dispensa o carinho e conforto da "mamã" para viver feliz. O porteiro e o seu pai são dos mais carismáticos: 
Emílio, é o porteiro e um "totó", que vive num depósito de lixo, com o seu pai.
Alberto. Este manipula o filho, como bem quer e lhe apetece, pois Emílio nunca teve grande personalidade.

## Personagens
- Emílio: é o porteiro do prédio. Desajeitado, mal-sucedido e um pouco palerma, é a personagem que mais tem de aguentar as loucuras dos proprietários; chega a envolver-se com Luísa, e mais tarde passa a alojar na sua miserável portaria o seu pai Alberto, um velhinho bastante esperto e manipulador; Os melhores amigos de Emílio são Pedro, rapaz que trabalha no clube de vídeos do prédio, o sacana Nuno e mais tarde, o confuso Rui;

- Os Costa: João Costa é o administrador do condomínio. João está há doze anos na "chefia", de todos os inquilinos, e a única coisa que faz, em comum com a sua mulher, a exuberante Dulce, é convocar reuniões para tudo e mais alguma coisa! Apesar de ser pretensioso e quase tão palerma quanto o porteiro Emílio, João acaba por conseguir colocar mão em tudo, menos nos seus filhos: Nuno Miguel e Paula. Paula é uma sensual e extrovertida adolescente que já não vive sem sexo e que, por essa razão cria inúmeros conflitos com os pais, e Nuno é o típico irmão mais novo, espertalhão, preguiçoso e cheio de lábia. Na segunda série, chega à casa dos Costa Lurdes, irmã solteirona de João que tenta impor-se no prédio mas que tudo o que consegue é ser apelidada de "generala" pelos vizinhos;

- Rui e Cristina: são o casal de inquilinos que chega ao prédio no primeiro episódio. Ela é inteligente, bem-sucedida, ambiciosa e lutadora, além disso tem muita vontade de casar, e administrar uma casa. Isto ao contrário de Rui, um arquiteto frustrado, que não tem grande vontade de trabalhar e, muito menos, de casar ou de constituir família, apesar de amar muito Cristina; Uma das maiores dores de cabeça deste casal é Carlos, um jovem rico mas no fundo infeliz, pois nunca consegue que mulher alguma passe com ele mais que uma noite, e que por isso anda sempre atrás da sua ex-namorada, Cristina. Também há para dificultar a vida dos dois, Rafael, o pai de Cristina, um milionário sem escrúpulos que odeia ver a filhinha quase casada com um mísero arquiteto;

- Sofia e Luísa:  são duas amigas que dividem o apartamento que arrendaram à carrancuda Celeste. Enquanto que Sofia é a mulher mais bonita e desejada do prédio, Luísa é amargurada e solitária e carrega o fardo pesado de ser a melhor amiga da "brasa" do condomínio. Apesar de ser de facto muito bonita e de conseguir levar para a cama todos os homens que quer, Sofia é, na verdade, uma invejosa e eterna sonhadora, deseja muito ser atriz, porém a sua carreira parece nunca evoluir para além dos anúncios de salsichas. Já Luísa vai saltando de emprego para emprego, é uma desiludida com a vida e igualmente com os homens. Envolve-se com Emílio, com quem mantém uma divertida relação amor-ódio;

- Fernando e Gustavo: são o casal que faz as delícias das cuscas do prédio. Embora Fernando seja mais controlado, Gustavo amua quando as coisas não lhe correm bem, faz fitas e é extremamente ciumento. Gustavo tem um coelhinho que é a sua mascote. Já Fernando é advogado, bonito, desejado e, muitas vezes, vê-se confuso quanto à sua orientação sexual. O casal destaca-se dos demais por ser um casal gay. A série ainda possuiu outra personagem homossexual na segunda temporada, sendo essa Beatriz, uma mulher lésbica.

- As manas Conceição e Palmira: Duas "velhas" inquilinas. Conceição vive obcecada com o amor, e toda a sua magia. Não teve grande sorte com os homens, vive num mundo à parte, onde tudo é rosa, como uma adolescente de quinze anos. Já Palmira, fuma e bebe mais bagaços do que podia. É a parte mais real de Conceição, e está sempre a chamá-la à razão. Porém, Conceição não é tão parva quanto parece, está constantemente a recordar a Palmira do seu marido adúltero, Almeida, como forma de provocação. Juntamente com a mal-humorada Celeste, as manas formam a chamada "rádio prédio", pois as três passam as suas vidas de reformadas à escuta nas varandas, a ouvir atrás das portas e a espalhar mexericos sobre as vidas dos restantes vizinhos pelo condomínio;

- Celeste e Armando: Mãe e filho. Armando é um bancário engatatão que vive com a mãe. Solteirão assumido, com algumas aventuras, não dispensa o carinho e conforto da "mamã" para viver feliz. Celeste é mal-humorada, carrancuda, embirra com as suas inquilinas (Sofia e Luísa), adora cuscar as vidas dos vizinhos juntamente com as manas Palmira e Conceição e não gosta nada do administrador, o seu bordão é "vá-se embora senhor Costa, demita-se!";

- Os Guerra: André, um criminoso, Isabel, uma mulher obcecada pelo yoga a quem as senhoras da "rádio prédio" intitulam "tizanas", o engatatão Alex e o seu irmão menos atraente, Paulo; esta família muda-se para o prédio na segunda temporada e vai criar mais conflitos nomeadamente com os Costa;

## Elenco
Presente nas duas temporadas
- Carla Salgueiro - Cristina Alvarães
- Carlos Areia - Alberto Laranjeira
- Linda Silva† - Palmira Almeida
- Luís Gaspar - Gustavo Maria Fidalgo
- Diogo Morgado - Fernando Navarro
- Manuel Sá Pessoa - Pedro
- Marta Andrino - Paula Costa
- Marta Fernandes - Luísa Lopes Vaz
- Martinho Silva - Rui
- Natalina José - Celeste (Maria Celestina)
- Nicolau Breyner† - João Costa
- Pedro Diogo - Emílio Domingos Laranjeira
- Rosa Lobato Faria† - Conceição
- Ruben Leonardo - Nuno Miguel Costa
- Soraia Chaves - Sofia Reis
- Joaquim Nicolau - André Guerra
- Hélder Agapito - Paulo Guerra'
- Helena Isabel - Isabel Guerra'
- João Baptista - Alexandre (Alex) Guerra'

Presente apenas na primeira temporada 
- Maria João Abreu† - Dulce Costa
- Pêpê Rapazote - Armando
- Rafael Henriques - Diogo

Presente apenas na segunda temporada
- Rita Ribeiro - Lurdes Quitéria Costa
- Sofia Aparício - Beatriz (Bia) Vilar

Elenco adicional:
- Amílcar Azenha - Diogo (T2)
- Marco Costa - Carlos Primo (T1 e T2)
- Lúcia Moniz - Rute (T1)
- Paula Lobo Antunes - Alda (T2)
- Sílvia Rizzo - Rosário Escudeiro (T2)
- Manuel Castro e Silva - Rafael Alvarães (pai da Cristina) (T1 e T2)

Participações especiais
- Adelaide João† - Amparo (avó de Rui)
- Alda Gomes - Karen
- Alexander Tuji Nam - empregado restaurante chinês
- Alexandre de Sousa - Henrique (pai de Fernando)
- Alexandre Ferreira - técnico de informática
- Ana Bastos
- Ana Lourenço - jornalista
- Ana Maria Lucas - Madalena Martins (Administradora do Prédio de Rute)
- Anita Guerreiro - Isabel (empregada da limpeza de Cristina e Rui)
- António Machado - Enfermeiro
- António Montez† - Jorge Veloso
- António Reis - Polícia
- António Vaz Mendes
- Atílio Riccó - Atílio Quintelas
- Bruno Bravo - senhor que fala muito rápido
- Bruno Simões† - Voluntário para cuidar de idosos
- Cândido Mota - Joaquim Botelho
- Carla Andrino - cigana/vidente
- Carla Chambel - Inês
- Carlos Dias - enfermeiro
- Carlos Lacerda
- Carlos Nóbrega - João
- Carlos Oliveira - Gabriel
- Carlos Pereira
- Carlos Sebastião - António
- Carlos Vieira de Almeida - Mário (pai do Rui)
- Cecília Silva
- Céu Morais - Carmen
- Cristina Cavalinhos - Ivone (Assistente Social)
- Diogo Amaral - Estafeta
- Elsa Galvão - Carla
- Eurico Lopes - Álvaro
- Fátima Lopes - ela mesma
- Fátima Severino - Graça (mãe da Cristina)
- Fernando Tavares Marques - Augusto Bettencourt
- Filomena Cautela - Ângela (amiga de Emílio)
- Francisco Brás - Padre Miguel
- Gonçalo Portela - Polícia
- Guida Ascensão - Maria da Luz (mãe de Márcio)
- Gustavo Ribeirinho
- Gustavo Santos - Fred
- Gustavo Vargas - Nelson
- Heitor Lourenço - Claudio Jordani (Cozinheiro)
- Ian Velloza
- Isabel Henriques - Mãe de Fernando
- Isilda Gonçalves
- João Brás - Homem do Lixo
- João José Castro
- João Vaz - Eduardo Guerra (gerente da funerária)
- Jonathan Azevedo - Steven
- Jorge Corrula
- Jorge Mourato
- José Eduardo - Joaquim Amado (exorcista)
- José Figueiras - Afonso Tavares (jornalista)
- José Martins
- José Taveira
- Lara Miranda
- Leonor Alcácer - inspectora do restaurante de Cristina
- Lídia Franco - Verónica Lapa (Mãe da Sofia)
- Lídia Ribeiro - psicóloga
- Liliana Fagundes
- Luciano Amorim
- Luís Barros - Polícia
- Luís Mascarenhas - Director da Escola
- Luís Romão
- Luís Soveral - Hélder
- Luísa Salgueiro - Teresa (mãe do Rui)±
- Luísa Vilar - Teresa (mãe do Rui)±
- Mafalda Leitão - Ex-Mulher de Armando
- Mafalda Vilhena - Inês
- Mané Ribeiro - David/Iolanda
- Manuel Moreira - Raul (Baby-Sitter)
- Marco Paiva
- Marina Albuquerque - Catarina (professora universitária de Emílio)
- Matias Santos - procurador
- Mário Jacques† - Alfredo Carreira (porteiro substituto de Emílio)
- Maya Booth - Mãe do Bebé
- Miguel Bastos
- Miguel Dias - Vítor Cristóvão (Crítico Gastronómico)
- Miguel Eloy - Márcio
- Miguel Ribeiro
- Mouzinho Larguinho
- Nelson Araújo
- Nuno Graciano - terapeuta
- Orlando Costa - Isidro Madureira (pedinte)
- Patrícia Henriques
- Paula Branco
- Paulo Jesus
- Pedro Calvinho - Maitre D
- Paulo Carmez - Piçarra
- Pedro Efe - realizador do filme porno
- Pedro Mourinho - ele mesmo
- Rita Mendes - repórter
- Rui Luís Brás - Júlio
- Rui Melo - Sérgio (irmão de Bia)
- Rui Santos - Ricardo
- Rui Sinel de Cordes - Chico (amigo de Rui)
- Rui Unas - treinador
- Sandro Silva
- Sérgio Carvalho - juiz
- Sílvia Balancho - Clara (irmã da Cristina)
- Sofia Duarte Silva - Agente matrimonial
- Sónia Antão
- Teresa Guilherme - Mãe da Luísa
- Tiago Fonseca
- Vera Mónica - Sra. Botelho
- Victor Rocha - Agente de Seguros
- Vítor de Sousa - Artur (Pai da Luísa)

† Actor falecido
± Foram usadas 2 actrizes para o mesmo papel, por razões desconhecidas.

### Inquilinos do prédio na primeira temporada [Episódios 1-18]
| Sótão | | |
| Arrecadação | | |
| 3º D | 3º E | 3º E |
| - Carla Salgueiro é Cristina Alvarães, "Betinha" - Martinho Silva é Rui                                                            | - Marta Fernandes é Luísa Lopes Vaz, - Soraia Chaves é Sofia Reis, "Vadia"                                                         | - Marta Fernandes é Luísa Lopes Vaz, - Soraia Chaves é Sofia Reis, "Vadia"                                                         |
| 2º D | 2º E | 2º E |
| - Nicolau Breyner é João Costa - Maria João Abreu é Dulce Costa - Ruben Leonardo é Nuno Miguel Costa - Marta Andrino é Paula Costa | - Pêpê Rapazote é Armando Ruivo Cortês - Natalina José é Maria Celestina "Celeste" Cortês - ? é Rodrigo Cortês - ? é Rebeca Cortês | - Pêpê Rapazote é Armando Ruivo Cortês - Natalina José é Maria Celestina "Celeste" Cortês - ? é Rodrigo Cortês - ? é Rebeca Cortês |
| 1° D | 1° E | 1° E |
| - Linda Silva é Palmira Almeida - Rosa Lobato de Faria é Conceição                                                                 | - Luís Gaspar é Gustavo Maria Fidalgo - Diogo Morgado é Fernando Navarro                                                           | - Luís Gaspar é Gustavo Maria Fidalgo - Diogo Morgado é Fernando Navarro                                                           |
| R/C | Clube de Vídeo | Clube de Vídeo |
| - Pedro Diogo é Emílio José Laranjeira                                                                                             | - Manuel Sá Pessoa é Pedro | - Manuel Sá Pessoa é Pedro |

### Inquilinos do prédio na primeira temporada [Episódios 19-26] e na segunda temporada [Episódios 1-5]
| Sótão | | |
| - | | |
| 3º D | 3º E | 3º E |
| - Carla Salgueiro é Cristina Alvarães, "Betinha" - Martinho Silva é Rui                                                            | - Marta Fernandes é Luísa Lopes Vaz, - Soraia Chaves é Sofia Reis,                                                                                    | - Marta Fernandes é Luísa Lopes Vaz, - Soraia Chaves é Sofia Reis,                                                                                    |
| 2º D | 2º E | 2º E |
| - Nicolau Breyner é João Costa - Maria João Abreu é Dulce Costa - Ruben Leonardo é Nuno Miguel Costa - Marta Andrino é Paula Costa | - Joaquim Nicolau é André Guerra - Helena Isabel é Isabel Guerra, "Tisanas" - João Baptista é Alexandre "Alex" Guerra - Hélder Agapito é Paulo Guerra | - Joaquim Nicolau é André Guerra - Helena Isabel é Isabel Guerra, "Tisanas" - João Baptista é Alexandre "Alex" Guerra - Hélder Agapito é Paulo Guerra |
| 1° D | 1° E | 1° E |
| - Linda Silva é Palmira Almeida - Rosa Lobato de Faria é Conceição                                                                 | - Luís Gaspar é Gustavo Maria Fidalgo - Sofia Aparício é Beatriz "Bia" Vilar                                                                          | - Luís Gaspar é Gustavo Maria Fidalgo - Sofia Aparício é Beatriz "Bia" Vilar                                                                          |
| R/C | Clube de Vídeo | Clube de Vídeo |
| - Pedro Diogo é Emílio Laranjeira - Carlos Areia é Alberto Laranjeira                                                              | - Manuel Sá Pessoa é Pedro | - Manuel Sá Pessoa é Pedro |

### Inquilinos do prédio na segunda temporada [Episódios 6-21]
| Sótão | | |
| - Martinho Silva é Rui - Joaquim Nicolau é André Guerra                                                                                              | | |
| 3º D | 3º E | 3º E |
| - Carla Salgueiro é Cristina Alvarães, "Betinha" - Soraia Chaves é Sofia Reis,                                                                       | - Marta Fernandes é Luísa Lopes Vaz, - Pedro Diogo é Emílio Laranjeira                                               | - Marta Fernandes é Luísa Lopes Vaz, - Pedro Diogo é Emílio Laranjeira                                               |
| 2º D | 2º E | 2º E |
| - Nicolau Breyner é João Costa - Rita Ribeiro é Lurdes Quitéria Costa, "Generala" - Ruben Leonardo é Nuno Miguel Costa - Marta Andrino é Paula Costa | - Helena Isabel é Isabel Guerra, "Tisanas" - João Baptista é Alexandre "Alex" Guerra - Hélder Agapito é Paulo Guerra | - Helena Isabel é Isabel Guerra, "Tisanas" - João Baptista é Alexandre "Alex" Guerra - Hélder Agapito é Paulo Guerra |
| 1° D | 1° E | 1° E |
| - Linda Silva é Palmira Almeida - Rosa Lobato de Faria é Conceição - Natalina José é Maria Celestina "Celeste" Cortês                                | - Luís Gaspar é Gustavo Maria Fidalgo - Sofia Aparício é Beatriz "Bia" Vilar - Amílcar Azenha é Diogo Alvarães       | - Luís Gaspar é Gustavo Maria Fidalgo - Sofia Aparício é Beatriz "Bia" Vilar - Amílcar Azenha é Diogo Alvarães       |
| R/C | Clube de Vídeo | Clube de Vídeo |
| - Carlos Areia é Alberto Laranjeira | - Manuel Sá Pessoa é Pedro                                                                                           | - Manuel Sá Pessoa é Pedro                                                                                           |

### Inquilinos do prédio na segunda temporada [Episódios 22-26]
| Sótão | | |
| - Martinho Silva é Rui | | |
| 3º D | 3º E | 3º E |
| - Carla Salgueiro é Cristina Alvarães, "Betinha" - Marco Costa é Carlos Primo | - Marta Fernandes é Luísa Lopes Vaz, - Soraia Chaves é Sofia Reis,                                                   | - Marta Fernandes é Luísa Lopes Vaz, - Soraia Chaves é Sofia Reis,                                                   |
| 2º D | 2º E | 2º E |
| - Nicolau Breyner é João Costa - Helena Isabel é Isabel Guerra, "Tisanas" - Ruben Leonardo é Nuno Miguel Costa - Marta Andrino é Paula Costa - João Baptista é Alexandre "Alex" Guerra | - Joaquim Nicolau é André Guerra - Rita Ribeiro é Lurdes Quitéria Costa, "Generala" - Hélder Agapito é Paulo Guerra  | - Joaquim Nicolau é André Guerra - Rita Ribeiro é Lurdes Quitéria Costa, "Generala" - Hélder Agapito é Paulo Guerra  |
| 1° D | 1° E | 1° E |
| - Linda Silva é Palmira Almeida - Rosa Lobato de Faria é Conceição - Natalina José é Maria Celestina "Celeste" Cortês                                                                  | - Luís Gaspar é Gustavo Maria Fidalgo - Sofia Aparício é Beatriz "Bia" Vilar - ? é António Ezequiel Vilar de Fidalgo | - Luís Gaspar é Gustavo Maria Fidalgo - Sofia Aparício é Beatriz "Bia" Vilar - ? é António Ezequiel Vilar de Fidalgo |
| R/C | Clube de Vídeo | Clube de Vídeo |
| - Carlos Areia é Alberto Laranjeira - Pedro Diogo é Emílio Laranjeira | - Manuel Sá Pessoa é Pedro - Marco Costa é Carlos Primo                                                              | - Manuel Sá Pessoa é Pedro - Marco Costa é Carlos Primo                                                              |

## Temporadas
| Temp. | Temp. | Episódios | Transmissão Original                       | Dia da Semana       | Elenco Principal                                                |
| ----- | ----- | --------- | ------------------------------------------ | ------------------- | --------------------------------------------------------------- |
|       | 1     | 26        | 19 de maio de 2006 - 3 de dezembro de 2006 | Sexta-feira Domingo | Carla Salgueiro Martinho Silva Nicolau Breyner Maria João Abreu |
|       | 2     | 26        | 6 de janeiro de 2008 - 13 de julho de 2008 | Domingo             | Carla Salgueiro Nicolau Breyner                                 |

## Episódios

### 2ª Temporada
| # | Título                                             | Transmissão Original | Espectadores |
| - | -------------------------------------------------- | -------------------- | ------------ |
|   | Era uma Vez uma Parabólica                         |                      |              |
|   | Era uma Vez um Vídeo Caseiro                       |                      |              |
|   | Era uma Vez umas Eleições                          |                      |              |
|   | Era uma Vez uma Despedida de Solteiro              |                      |              |
|   | Era uma Vez um Casamento                           |                      |              |
|   | Era uma Vez um Caos                                |                      |              |
|   | Era uma Vez um Okupa                               |                      |              |
|   | Era uma Vez um Okupa (Parte 2)                     |                      |              |
|   | Era uma Vez um Casamento de Conveniência           |                      |              |
|   | Era uma Vez um Casamento de Conveniência (Parte 2) |                      |              |
|   | Era uma Vez uma Inauguração                        |                      |              |
|   | Era uma Vez uma Inauguração (Parte 2)              |                      |              |
|   | Era uma Vez um Combate                             |                      |              |
|   | Era uma Vez um Canário                             |                      |              |
|   | Era uma Vez um Agourento                           |                      |              |
|   | Era uma Vez um Famoso                              |                      |              |
|   | Era uma Vez um Despejo                             |                      |              |
|   | Era uma Vez uma Última Ceia                        |                      |              |
|   | Era uma Vez um Dia de Festa                        |                      |              |
|   | Era uma Vez uma Fenda                              |                      |              |
|   | Era uma Vez uns Novos Inquilinos                   |                      |              |
|   | Era uma Vez um Baptizado                           |                      |              |
|   | Era uma Vez um Colégio                             |                      |              |
|   | Era uma Vez um Colégio (Parte 2)                   |                      |              |
|   | Era uma Vez uns Estatutos                          |                      |              |
|   | Era uma Vez uns Estatutos (Parte 2)                |                      |              |

## Reposições
A Série foi repetida três vezes:
- No Verão de 2010, entre os dias 14 de Junho e 10 de Setembro foi repetida a série completa em Horário Nobre, após o programa Salve-se Quem Puder. Foi neste horário que a série se tornou mais conhecida pelo público, fazendo excelentes audiências e liderando o horário várias vezes chegando ao milhão de espectadores e ameaçando as novelas da TVI e o concurso 'Quem Quer Ser Milionário - Alta Pressão' exibido à mesma hora na RTP1, ultrapassando assim as audiências da sua exibição original, entre 2006 e 2008. Esta reposição chegou a ser a salvação da SIC nesse Verão, visto que os resultados do canal andavam muito baixos e subiram graças a esta série, fazendo com que a SIC a esticasse até à semana anterior à estreia da novela "Laços de Sangue". Para que a série durasse todo esse tempo, foi exibido um best-off da primeira temporada no dia 16 de Agosto e aos domingos a partir de Agosto começou a ser repetida mais uma vez a primeira temporada, sendo uma "repetição da repetição". Pode-se dizer que o grande destaque do Verão de 2010 na SIC foi 'Aqui Não Há Quem Viva'.
- De 28 de Julho a 24 de Novembro de 2013, apenas a primeira temporada da série foi reposta após o programa Cante, se Puder e mais tarde, após o programa Factor X. No horário a série assumiu a vice-liderança, tendo bons resultados para o horário em questão.
- De 15 de Março a 8 de Junho de 2014, voltou a ser exibida integralmente no horário da manhã. Os resultados para o horário em questão não foram muito animadores, mas acabaram por subir mais para o fim.

| Temp. | Temp. | Episódios | Transmissão Original                      | Dia da Semana          | Audiências (média dos episódios) | Elenco Principal                                                |
| ----- | ----- | --------- | ----------------------------------------- | ---------------------- | -------------------------------- | --------------------------------------------------------------- |
|       | 1     | 26        | 14 de Junho de 2010 - 26 de Julho de 2010 | Segunda a Quinta-Feira |                                  | Carla Salgueiro Martinho Silva Nicolau Breyner Maria João Abreu |

|           |                                     |                     |          |  |  |
| 1.01 (01) | Era uma Vez uma Mudança             | 14 de Junho de 2010 |          |  |  |
| 1.02 (02) | Era uma Vez umas Obras              | 15 de Junho de 2010 | 681.048  |  |  |
| 1.03 (03) | Era uma Vez a Reciclagem            | 16 de Junho de 2010 |          |  |  |
| 1.04 (04) | Era uma Vez um Boato                | 17 de Junho de 2010 |          |  |  |
| 1.05 (05) | Era uma Vez um Bebé                 | 18 de Junho de 2010 |          |  |  |
| 1.06 (06) | Era uma Vez um Tropeção             | 21 de Junho de 2010 |          |  |  |
| 1.07 (07) | Era uma Vez um Rato                 | 22 de Junho de 2010 |          |  |  |
| 1.08 (08) | Era uma Vez um Pedinte              | 23 de Junho de 2010 |          |  |  |
| 1.09 (09) | Era uma Vez um Susto                | 24 de Junho de 2010 |          |  |  |
| 1.10 (10) | Era uma Vez uma Oferta              | 28 de Junho de 2010 |          |  |  |
| 1.11 (11) | Era uma Vez um Trespasse            | 29 de Junho de 2010 | 690.507  |  |  |
| 1.12 (12) | Era uma Vez um Substituto           | 30 de Junho de 2010 |          |  |  |
| 1.13 (13) | Era uma Vez um Substituto (parte 2) | 01 de Julho de 2010 |          |  |  |
| 1.14 (14) | Era uma Vez uma Festa               | 05 de Julho de 2010 | 747.261  |  |  |
| 1.15 (15) | Era uma Vez uma Avaria              | 06 de Julho de 2010 | 690.507  |  |  |
| 1.16 (16) | Era uma Vez um Anel                 | 07 de Julho de 2010 | 747.261  |  |  |
| 1.17 (17) | Era uma Vez um Boletim              | 08 de Julho de 2010 | 813.474  |  |  |
| 1.18 (18) | Era uma Vez um Desejo               | 12 de Julho de 2010 | 794.556  |  |  |
| 1.19 (19) | Era uma Vez uma Despesa             | 13 de Julho de 2010 |          |  |  |
| 1.20 (20) | Era uma Vez um Sonho Erótico        | 14 de Julho de 2010 |          |  |  |
| 1.21 (21) | Era uma Vez um Negócio              | 15 de Julho de 2010 |          |  |  |
| 1.22 (22) | Era uma Vez um Desafio              | 19 de Julho de 2010 |          |  |  |
| 1.23 (23) | Era uma Vez uma Patrulha            | 20 de Julho de 2010 |          |  |  |
| 1.24 (24) | Era uma Vez uma Feira               | 21 de Julho de 2010 | 841.851* |  |  |
| 1.25 (25) | Era uma Vez uma Greve               | 22 de Julho de 2010 |          |  |  |
| 1.26 (26) | Era uma Vez um Andar à Venda        | 26 de Julho de 2010 |          |  |  |

| Temp. | Temp. | Episódios | Transmissão Original                         | Dia da Semana          | Audiências (média dos episódios) | Elenco Principal                |
| ----- | ----- | --------- | -------------------------------------------- | ---------------------- | -------------------------------- | ------------------------------- |
|       | 2     | 26        | 27 de Julho de 2010 - 10 de Setembro de 2010 | Segunda a Quinta-Feira | -                                | Carla Salgueiro Nicolau Breyner |

| #         | Título                                             | Transmissão Original   | Audiência |
| --------- | -------------------------------------------------- | ---------------------- | --------- |
| 2.01 (27) | Era uma Vez uma Parabólica                         | 27 de Julho de 2010    |           |
| 2.02 (28) | Era uma Vez um Vídeo Caseiro                       | 28 de Julho de 2010    |           |
| 2.03 (29) | Era uma Vez umas Eleições                          | 29 de Julho de 2010    |           |
| 2.04 (30) | Era uma Vez uma Despedida de Solteiro              | 02 de Agosto de 2010   | 851.310   |
| 2.05 (31) | Era uma Vez um Casamento                           | 03 de Agosto de 2010   | 841.851   |
| 2.06 (32) | Era uma Vez um Caos                                | 04 de Agosto de 2010   | 879.687   |
| 2.07 (33) | Era uma Vez um Okupa                               | 05 de Agosto de 2010   |           |
| 2.08 (34) | Era uma Vez um Okupa (Parte 2)                     | 09 de Agosto de 2010   | 822.933   |
| 2.09 (35) | Era uma Vez um Casamento de Conveniência           | 10 de Agosto de 2010   | 766.179   |
| 2.10 (36) | Era uma Vez um Casamento de Conveniência (Parte 2) | 11 de Agosto de 2010   |           |
| 2.11 (37) | Era uma Vez uma Inauguração                        | 12 de Agosto de 2010   |           |
| 2.12 (38) | Era uma Vez uma Inauguração (Parte 2)              | 17 de Agosto de 2010   |           |
| 2.13 (39) | Era uma Vez um Combate                             | 18 de Agosto de 2010   | 794.556   |
| 2.14 (40) | Era uma Vez um Canário                             | 19 de Agosto de 2010   |           |
| 2.15 (41) | Era uma Vez um Agourento                           | 23 de Agosto de 2010   | 967.123*  |
| 2.16 (42) | Era uma Vez um Famoso                              | 24 de Agosto de 2010   |           |
| 2.17 (43) | Era uma Vez um Despejo                             | 25 de Agosto de 2010   |           |
| 2.18 (44) | Era uma Vez uma Última Ceia                        | 26 de Agosto de 2010   |           |
| 2.19 (45) | Era uma Vez um Dia de Festa                        | 30 de Agosto de 2010   |           |
| 2.20 (46) | Era uma Vez uma Fenda                              | 31 de Agosto de 2010   |           |
| 2.21 (47) | Era uma Vez uns Novos Inquilinos                   | 01 de Setembro de 2010 |           |
| 2.22 (48) | Era uma Vez um Baptizado                           | 06 de Setembro de 2010 |           |
| 2.23 (49) | Era uma Vez um Colégio                             | 07 de Setembro de 2010 |           |
| 2.24 (50) | Era uma Vez um Colégio (Parte 2)                   | 08 de Setembro de 2010 |           |
| 2.25 (51) | Era uma Vez uns Estatutos                          | 09 de Setembro de 2010 |           |
| 2.26 (52) | Era uma Vez uns Estatutos (Parte 2)                | 10 de Setembro de 2010 |           |

| Temp. | Temp. | Episódios | Transmissão Original                         | Dia da Semana | Audiências (média dos episódios) | Elenco Principal                                                |
| ----- | ----- | --------- | -------------------------------------------- | ------------- | -------------------------------- | --------------------------------------------------------------- |
|       | 1     | 26        | 28 de Julho de 2013 - 24 de Novembro de 2013 | Domingo       |                                  | Carla Salgueiro Martinho Silva Nicolau Breyner Maria João Abreu |

|           |                                     |                        |         |  |  |
| 1.01 (01) | Era uma Vez uma Mudança             | 28 de Julho de 2013    | 636.500 |  |  |
| 1.02 (02) | Era uma Vez umas Obras              | 28 de Julho de 2013    | 323.000 |  |  |
| 1.03 (03) | Era uma Vez a Reciclagem            | 04 de Agosto de 2013   | 465.500 |  |  |
| 1.04 (04) | Era uma Vez um Boato                | 04 de Agosto de 2013   | 418.000 |  |  |
| 1.05 (05) | Era uma Vez um Bebé                 | 11 de Agosto de 2013   | 361.000 |  |  |
| 1.06 (06) | Era uma Vez um Tropeção             | 18 de Agosto de 2013   | 389.500 |  |  |
| 1.07 (07) | Era uma Vez um Rato                 | 18 de Agosto de 2013   | 389.500 |  |  |
| 1.08 (08) | Era uma Vez um Pedinte              | 25 de Agosto de 2013   | 589.000 |  |  |
| 1.09 (09) | Era uma Vez um Susto                | 25 de Agosto de 2013   | 361.000 |  |  |
| 1.10 (10) | Era uma Vez uma Oferta              | 01 de Setembro de 2013 | 380.000 |  |  |
| 1.11 (11) | Era uma Vez um Trespasse            | 01 de Setembro de 2013 | 380.000 |  |  |
| 1.12 (12) | Era uma Vez um Substituto           | 08 de Setembro de 2013 | 446.500 |  |  |
| 1.13 (13) | Era uma Vez um Substituto (parte 2) | 08 de Setembro de 2013 | 446.500 |  |  |
| 1.14 (14) | Era uma Vez uma Festa               | 15 de Setembro de 2013 | 494.000 |  |  |
| 1.15 (15) | Era uma Vez uma Avaria              | 15 de Setembro de 2013 | 313.500 |  |  |
| 1.16 (16) | Era uma Vez um Anel                 | 22 de Setembro de 2013 | 266.000 |  |  |
| 1.17 (17) | Era uma Vez um Boletim              | 22 de Setembro de 2013 | 266.000 |  |  |
| 1.18 (18) | Era uma Vez um Desejo               | 29 de Setembro de 2013 | 218.500 |  |  |
| 1.19 (19) | Era uma Vez uma Despesa             | 13 de Outubro de 2013  | 408.500 |  |  |
| 1.20 (20) | Era uma Vez um Sonho Erótico        | 13 de Outubro de 2013  | 228.000 |  |  |
| 1.21 (21) | Era uma Vez um Negócio              | 20 de Outubro de 2013  | 256.500 |  |  |
| 1.22 (22) | Era uma Vez um Desafio              | 27 de Outubro de 2013  | 294.500 |  |  |
| 1.23 (23) | Era uma Vez uma Patrulha            | 03 de Novembro de 2013 | 275.500 |  |  |
| 1.24 (24) | Era uma Vez uma Feira               | 10 de Novembro de 2013 | 332.500 |  |  |
| 1.25 (25) | Era uma Vez uma Greve               | 17 de Novembro de 2013 | 247.000 |  |  |
| 1.26 (26) | Era uma Vez um Andar à Venda        | 24 de Novembro de 2013 | 256.500 |  |  |

| Temp. | Temp. | Episódios | Transmissão Original                      | Dia da Semana    | Audiências (média dos episódios) | Elenco Principal                                                |
| ----- | ----- | --------- | ----------------------------------------- | ---------------- | -------------------------------- | --------------------------------------------------------------- |
|       | 1     | 26        | 15 de Março de 2014 - 26 de Abril de 2014 | Sábado e Domingo |                                  | Carla Salgueiro Martinho Silva Nicolau Breyner Maria João Abreu |

|           |                                     |                     |         |  |  |
| 1.01 (01) | Era uma Vez uma Mudança             | 15 de Março de 2014 | 152.000 |  |  |
| 1.02 (02) | Era uma Vez umas Obras              | 15 de Março de 2014 | 199.500 |  |  |
| 1.03 (03) | Era uma Vez a Reciclagem            | 16 de Março de 2014 | 180.500 |  |  |
| 1.04 (04) | Era uma Vez um Boato                | 16 de Março de 2014 | 313.500 |  |  |
| 1.05 (05) | Era uma Vez um Bebé                 | 22 de Março de 2014 | 190.000 |  |  |
| 1.06 (06) | Era uma Vez um Tropeção             | 22 de Março de 2014 | 266.000 |  |  |
| 1.07 (07) | Era uma Vez um Rato                 | 23 de Março de 2014 | 209.000 |  |  |
| 1.08 (08) | Era uma Vez um Pedinte              | 23 de Março de 2014 | 389.500 |  |  |
| 1.09 (09) | Era uma Vez um Susto                | 29 de Março de 2014 | 266.000 |  |  |
| 1.10 (10) | Era uma Vez uma Oferta              | 29 de Março de 2014 | 323.000 |  |  |
| 1.11 (11) | Era uma Vez um Trespasse            | 30 de Março de 2014 | 237.500 |  |  |
| 1.12 (12) | Era uma Vez um Substituto           | 30 de Março de 2014 | 437.000 |  |  |
| 1.13 (13) | Era uma Vez um Substituto (parte 2) | 05 de Abril de 2014 | 228.000 |  |  |
| 1.14 (14) | Era uma Vez uma Festa               | 05 de Abril de 2014 | 351.500 |  |  |
| 1.15 (15) | Era uma Vez uma Avaria              | 06 de Abril de 2014 | 313.500 |  |  |
| 1.16 (16) | Era uma Vez um Anel                 | 06 de Abril de 2014 | 503.500 |  |  |
| 1.17 (17) | Era uma Vez um Boletim              | 12 de Abril de 2014 | 171.000 |  |  |
| 1.18 (18) | Era uma Vez um Desejo               | 12 de Abril de 2014 | 247.000 |  |  |
| 1.19 (19) | Era uma Vez uma Despesa             | 13 de Abril de 2014 | 190.000 |  |  |
| 1.20 (20) | Era uma Vez um Sonho Erótico        | 13 de Abril de 2014 | 370.500 |  |  |
| 1.21 (21) | Era uma Vez um Negócio              | 19 de Abril de 2014 | 228.000 |  |  |
| 1.22 (22) | Era uma Vez um Desafio              | 19 de Abril de 2014 | 256.500 |  |  |
| 1.23 (23) | Era uma Vez uma Patrulha            | 20 de Abril de 2014 | 247.000 |  |  |
| 1.24 (24) | Era uma Vez uma Feira               | 20 de Abril de 2014 | 418.000 |  |  |
| 1.25 (25) | Era uma Vez uma Greve               | 26 de Abril de 2014 | 285.000 |  |  |
| 1.26 (26) | Era uma Vez um Andar à Venda        | 26 de Abril de 2014 | 389.500 |  |  |

| Temp. | Temp. | Episódios | Transmissão Original                      | Dia da Semana    | Audiências (média dos episódios) | Elenco Principal                |
| ----- | ----- | --------- | ----------------------------------------- | ---------------- | -------------------------------- | ------------------------------- |
|       | 2     | 26        | 27 de Abril de 2014 - 08 de Junho de 2014 | Sábado e Domingo | -                                | Carla Salgueiro Nicolau Breyner |

| #         | Título                                             | Transmissão Original | Audiência |
| --------- | -------------------------------------------------- | -------------------- | --------- |
| 2.01 (27) | Era uma Vez uma Parabólica                         | 27 de Abril de 2014  | 323.000   |
| 2.02 (28) | Era uma Vez um Vídeo Caseiro                       | 27 de Abril de 2014  | 456.000   |
| 2.03 (29) | Era uma Vez umas Eleições                          | 03 de Maio de 2014   | 161.500   |
| 2.04 (30) | Era uma Vez uma Despedida de Solteiro              | 03 de Maio de 2014   | 209.000   |
| 2.05 (31) | Era uma Vez um Casamento                           | 04 de Maio de 2014   | 218.500   |
| 2.06 (32) | Era uma Vez um Caos                                | 04 de Maio de 2014   | 361.000   |
| 2.07 (33) | Era uma Vez um Okupa                               | 10 de Maio de 2014   | 180.500   |
| 2.08 (34) | Era uma Vez um Okupa (Parte 2)                     | 10 de Maio de 2014   | 266.000   |
| 2.09 (35) | Era uma Vez um Casamento de Conveniência           | 11 de Maio de 2014   | 247.000   |
| 2.10 (36) | Era uma Vez um Casamento de Conveniência (Parte 2) | 11 de Maio de 2014   | 427.500   |
| 2.11 (37) | Era uma Vez uma Inauguração                        | 17 de Maio de 2014   | 142.500   |
| 2.12 (38) | Era uma Vez uma Inauguração (Parte 2)              | 17 de Maio de 2014   | 199.500   |
| 2.13 (39) | Era uma Vez um Combate                             | 18 de Maio de 2014   | 209.000   |
| 2.14 (40) | Era uma Vez um Canário                             | 18 de Maio de 2014   | 408.500   |
| 2.15 (41) | Era uma Vez um Agourento                           | 24 de Maio de 2014   | 171.000   |
| 2.16 (42) | Era uma Vez um Famoso                              | 24 de Maio de 2014   | 266.000   |
| 2.17 (43) | Era uma Vez um Despejo                             | 25 de Maio de 2014   | 209.000   |
| 2.18 (44) | Era uma Vez uma Última Ceia                        | 25 de Maio de 2014   | 408.500   |
| 2.19 (45) | Era uma Vez um Dia de Festa                        | 31 de Maio de 2014   | 209.000   |
| 2.20 (46) | Era uma Vez uma Fenda                              | 31 de Maio de 2014   | 275.500   |
| 2.21 (47) | Era uma Vez uns Novos Inquilinos                   | 01 de Junho de 2014  | 247.000   |
| 2.22 (48) | Era uma Vez um Baptizado                           | 01 de Junho de 2014  | 465.500   |
| 2.23 (49) | Era uma Vez um Colégio                             | 07 de Junho de 2014  | 256.500   |
| 2.24 (50) | Era uma Vez um Colégio (Parte 2)                   | 07 de Junho de 2014  | 256.500   |
| 2.25 (51) | Era uma Vez uns Estatutos                          | 08 de Junho de 2014  | 266.000   |
| 2.26 (52) | Era uma Vez uns Estatutos (Parte 2)                | 08 de Junho de 2014  | 418.000   |

## Críticas
A série foi recebida com várias críticas positivas, no entanto, a maioria dos espectadores e fãs da série lamentam o facto da mesma não ter tido um final digno, pois não foram adaptados todos os episódios. Na versão original, houve 5 temporadas com 90 episódios no total, enquanto que na versão portuguesa apenas houve duas, com o total de 52 episódios. Foram criadas várias petições em 2010 (quando a série se tornou mais conhecida) para ser feita uma nova temporada, mas nunca chegou a ser feita sobretudo devido ao falecimento da actriz Rosa Lobato de Faria que tinha um papel relevante na história e ao facto de vários actores terem contrato com a TVI. Também já foi sugerido pelos fãs fazerem ou uma nova temporada ou um novo capítulo mostrando o prédio passados alguns anos de modo a finalmente darem uma conclusão à história da série. Actualmente estas hipóteses são cada vez menos prováveis, pois entretanto em 2011 faleceu a actriz Linda Silva e em 2016 o protagonista da série, Nicolau Breyner, e sem ele a série não faria sentido. Em 2021, faleceu Maria João Abreu, outra das protagonistas da série.

## Prémios
Série premiada, em Outubro de 2006, com o Prémio Arco-íris, da Associação ILGA Portugal, associação portuguesa para as questões LGBTI pelo seu contributo na luta contra a discriminação e homofobia.

Outros prémios:
II Gala Troféus de Televisão 2010 - 12 de Abril de 2011
- Troféu de Melhor Série de Humor - Ganhou
- Troféu de Melhor Actor/Humorista (Nicolau Breyner) - Nomeado
- Troféu de Melhor Actriz/Humorista (Rita Ribeiro) - Nomeada
- Troféu de Melhor Actriz/Humorista (Rosa Lobato de Faria) - Ganhou (título póstumo)
- Troféu de Melhor Actriz/Humorista (Maria João Abreu) - Nomeada

## Transmissão internacional
- 1 ª Temporada: TV Gazeta.
- 2 ª Temporada: RedeTV!.
- 1 ª e 2ª Temporadas: SIC Internacional.

| Temp. | Temp. | Episódios | Transmissão Original                         | Dia da Semana | Audiências (média dos episódios) | Elenco Principal                                                |
| ----- | ----- | --------- | -------------------------------------------- | ------------- | -------------------------------- | --------------------------------------------------------------- |
|       | 1     | 26        | 23 de Março de 2008 - 14 de Setembro de 2008 | Domingo       |                                  | Carla Salgueiro Martinho Silva Nicolau Breyner Maria João Abreu |

|           |                                     |                        |  |  |  |
| 1.01 (01) | Era uma Vez uma Mudança             | 23 de Março de 2008    |  |  |  |
| 1.02 (02) | Era uma Vez umas Obras              | 30 de Março de 2008    |  |  |  |
| 1.03 (03) | Era uma Vez a Reciclagem            | 06 de Abril de 2008    |  |  |  |
| 1.04 (04) | Era uma Vez um Boato                | 13 de Abril de 2008    |  |  |  |
| 1.05 (05) | Era uma Vez um Bebé                 | 20 de Abril de 2008    |  |  |  |
| 1.06 (06) | Era uma Vez um Tropeção             | 27 de Abril de 2008    |  |  |  |
| 1.07 (07) | Era uma Vez um Rato                 | 04 de Maio de 2008     |  |  |  |
| 1.08 (08) | Era uma Vez um Pedinte              | 11 de Maio de 2008     |  |  |  |
| 1.09 (09) | Era uma Vez um Susto                | 18 de Maio de 2008     |  |  |  |
| 1.10 (10) | Era uma Vez uma Oferta              | 25 de Maio de 2008     |  |  |  |
| 1.11 (11) | Era uma Vez um Trespasse            | 01 de Junho de 2008    |  |  |  |
| 1.12 (12) | Era uma Vez um Substituto           | 08 de Junho de 2008    |  |  |  |
| 1.13 (13) | Era uma Vez um Substituto (parte 2) | 15 de Junho de 2008    |  |  |  |
| 1.14 (14) | Era uma Vez uma Festa               | 22 de Junho de 2008    |  |  |  |
| 1.15 (15) | Era uma Vez uma Avaria              | 29 de Junho de 2008    |  |  |  |
| 1.16 (16) | Era uma Vez um Anel                 | 06 de Julho de 2008    |  |  |  |
| 1.17 (17) | Era uma Vez um Boletim              | 13 de Julho de 2008    |  |  |  |
| 1.18 (18) | Era uma Vez um Desejo               | 20 de Julho de 2008    |  |  |  |
| 1.19 (19) | Era uma Vez uma Despesa             | 27 de Julho de 2008    |  |  |  |
| 1.20 (20) | Era uma Vez um Sonho Erótico        | 03 de Agosto de 2008   |  |  |  |
| 1.21 (21) | Era uma Vez um Negócio              | 10 de Agosto de 2008   |  |  |  |
| 1.22 (22) | Era uma Vez um Desafio              | 17 de Agosto de 2008   |  |  |  |
| 1.23 (23) | Era uma Vez uma Patrulha            | 24 de Agosto de 2008   |  |  |  |
| 1.24 (24) | Era uma Vez uma Feira               | 31 de Agosto de 2008   |  |  |  |
| 1.25 (25) | Era uma Vez uma Greve               | 07 de Setembro de 2008 |  |  |  |
| 1.26 (26) | Era uma Vez um Andar à Venda        | 14 de Setembro de 2008 |  |  |  |

| Temp. | Temp. | Episódios | Transmissão Original                        | Dia da Semana | Audiências (média dos episódios) | Elenco Principal                |
| ----- | ----- | --------- | ------------------------------------------- | ------------- | -------------------------------- | ------------------------------- |
|       | 2     | 26        | 19 de Outubro de 2008 - 12 de Abril de 2009 | Domingo       | -                                | Carla Salgueiro Nicolau Breyner |

| #         | Título                                             | Transmissão Original    | Audiência |
| --------- | -------------------------------------------------- | ----------------------- | --------- |
| 2.01 (27) | Era uma Vez uma Parabólica                         | 19 de Outubro de 2008   |           |
| 2.02 (28) | Era uma Vez um Vídeo Caseiro                       | 26 de Outubro de 2008   |           |
| 2.03 (29) | Era uma Vez umas Eleições                          | 02 de Novembro de 2008  |           |
| 2.04 (30) | Era uma Vez uma Despedida de Solteiro              | 09 de Novembro de 2008  |           |
| 2.05 (31) | Era uma Vez um Casamento                           | 16 de Novembro de 2008  |           |
| 2.06 (32) | Era uma Vez um Caos                                | 23 de Novembro de 2008  |           |
| 2.07 (33) | Era uma Vez um Okupa                               | 30 de Novembro de 2008  |           |
| 2.08 (34) | Era uma Vez um Okupa (Parte 2)                     | 07 de Dezembro de 2008  |           |
| 2.09 (35) | Era uma Vez um Casamento de Conveniência           | 14 de Dezembro de 2008  |           |
| 2.10 (36) | Era uma Vez um Casamento de Conveniência (Parte 2) | 21 de Dezembro de 2008  |           |
| 2.11 (37) | Era uma Vez uma Inauguração                        | 28 de Dezembro de 2008  |           |
| 2.12 (38) | Era uma Vez uma Inauguração (Parte 2)              | 04 de Janeiro de 2009   |           |
| 2.13 (39) | Era uma Vez um Combate                             | 11 de Janeiro de 2009   |           |
| 2.14 (40) | Era uma Vez um Canário                             | 18 de Janeiro de 2009   |           |
| 2.15 (41) | Era uma Vez um Agourento                           | 25 de Janeiro de 2009   |           |
| 2.16 (42) | Era uma Vez um Famoso                              | 01 de Fevereiro de 2009 |           |
| 2.17 (43) | Era uma Vez um Despejo                             | 08 de Fevereiro de 2009 |           |
| 2.18 (44) | Era uma Vez uma Última Ceia                        | 15 de Fevereiro de 2009 |           |
| 2.19 (45) | Era uma Vez um Dia de Festa                        | 22 de Fevereiro de 2009 |           |
| 2.20 (46) | Era uma Vez uma Fenda                              | 01 de Março de 2009     |           |
| 2.21 (47) | Era uma Vez uns Novos Inquilinos                   | 08 de Março de 2009     |           |
| 2.22 (48) | Era uma Vez um Baptizado                           | 15 de Março de 2009     |           |
| 2.23 (49) | Era uma Vez um Colégio                             | 22 de Março de 2009     |           |
| 2.24 (50) | Era uma Vez um Colégio (Parte 2)                   | 29 de Março de 2009     |           |
| 2.25 (51) | Era uma Vez uns Estatutos                          | 05 de Abril de 2009     |           |
| 2.26 (52) | Era uma Vez uns Estatutos (Parte 2)                | 12 de Abril de 2009     |           |